# Vigésimo segundo problema de Hilbert
El vigésimo segundo problema de Hilbert (uno de los conocidos como veintitrés Problemas de Hilbert, publicados en 1900 por el matemático alemán David Hilbert), implica la uniformización de las relaciones analíticas mediante funciones automórficas.

## Declaración del problema
La totalidad del enunciado del problema original es la siguiente:

Como Poincaré fue el primero en probar, siempre es posible reducir cualquier relación algebraica entre dos variables a la uniformidad mediante el uso de funciones automórficas de una variable. Es decir, si se da cualquier ecuación algebraica en dos variables, siempre se pueden encontrar para estas variables dos funciones automórficas de un solo valor de una sola variable que su sustitución hace que la ecuación algebraica dada sea una identidad. Poincaré también ha intentado con éxito la generalización de este teorema fundamental a cualquier relación analítica no algebraica entre dos variables, aunque de una manera completamente diferente de la que le sirvió en el problema especial mencionado en primer lugar. Sin embargo, a partir de la prueba de Poincaré de la posibilidad de reducir a la uniformidad una relación analítica arbitraria entre dos variables, no resulta evidente si las funciones de resolución pueden determinarse para cumplir ciertas condiciones adicionales. Es decir, no se muestra si las dos funciones de un solo valor de la nueva variable se pueden elegir de modo que, mientras esta variable atraviesa el dominio regular de esas funciones, la totalidad de todos los puntos regulares del campo analítico dado se alcanzan y representan realmente. Por el contrario, parece ser el caso, a partir de las investigaciones de Poincaré, que además de los puntos de ramificación hay algunos otros, en general infinitos otros puntos excepcionales discretos del campo analítico, que solo pueden alcanzarse haciendo que la nueva variable se acerque a ciertos puntos límite de las funciones. En vista de la importancia fundamental de la formulación de Poincaré de la cuestión, me parece que una elucidación y resolución de esta dificultad es extremadamente deseable.
Junto con este problema surge el problema de reducir a la uniformidad una relación algebraica o cualquier otra relación analítica entre tres o más variables complejas, un problema que se sabe que se puede resolver en muchos casos particulares. Hacia la solución de este problema, las investigaciones recientes de Picard sobre funciones algebraicas de dos variables deben considerarse como estudios preliminares importantes y bienvenidos.

## Soluciones parciales
Koebe demostró el teorema de uniformización general de que si una superficie de Riemann es homeomorfa a un subconjunto abierto de la esfera compleja (o de manera equivalente, si cada curva de Jordan la separa), entonces es conforme a un subconjunto abierto de la esfera compleja.

## Estado actual
Este problema está abierto actualmente.[cita requerida] Griffith y Bers han logrado algunos avances.